# Crnče (miasto Jagodina)
Crnče (cyr. Црнче) – wieś w Serbii, w okręgu pomorawskim, w mieście Jagodina. W 2011 roku liczyła 201 mieszkańców.